# Karen Blixen
Baronica Karen Christenze von Blixen-Finecke, poznana tudi pod psevdonimom Isak Dinesen (uporabljala je tudi imena Tania Blixen, Osceola in Pierre Andrézel), danska pisateljica, * 17. april 1885, † 7. september 1962). 
Svoja dela je pisala v danščini in angleščini. Najbolj je znana po biografskem romanu Moja Afrika (Out of Africa v angleščini), ki se dogaja v Keniji in po katerem je bil leta 1985 posnet tudi istoimenski film Moja Afrika ter po zgodbi Babette's Feast (1958), ki je bila ekranizirana leta 1987 in prvi danski film, ki je osvojil oskarja za najboljši tujejezični film. Prav tako je znana, zlasti na Danskem, je s svojimi Seven Gothic Tales. Med njenimi poznejšimi zgodbami Winter’s Tales (1942), Last Tales (1957), Anecdotes of Destiny (1958) in Ehrengard (1963).
Izhaja iz aristokratske družine pisateljev in častnikov. Večkrat je bila nominirana za Nobelovo nagrado za književnost, vendar ji ni bila podeljena, ker naj bi bili sodniki po danskih poročilih zaskrbljeni zaradi naklonjenosti skandinavskim pisateljem.

## Dela
Precejšen delež arhiva Karen Blixen v Kraljevi danski knjižnici sestavljajo neobjavljene pesmi, igre in kratke zgodbe, ki jih je Karen Dinesen napisala, preden se je poročila in odšla v Afriko. V svojih najstniških in zgodnjih 20-ih je verjetno večino svojega prostega časa prakticirala umetnost pisanja. Šele pri 22 letih se je odločila, da bo nekaj svojih kratkih zgodb objavila v literarnih revijah pod psevdonimom Osceola.
Nekatera od teh del so bila objavljena posmrtno, vključno z zgodbami, ki so bile prej odstranjene iz prejšnjih zbirk in eseji, ki jih je napisala za različne priložnosti.
- Eneboerne (Puščavniki), avgust 1907, objavljeno v danščini v Tilskueren pod psevdonimom Osceola[8]
- Pløjeren (The Ploughman), oktober 1907, objavljeno v danščini v Gads danske Magasin, pod imenom Osceola[9]
- Familien de Cats (Družina de Cats), januar 1909, objavljeno v danščini v Tilskueren pod imenom Osceola[9]
- Sandhedens hævn – En marionetkomedie, maj 1926, objavljeno v danščini v Tilskueren, pod imenom Karen Blixen-Finecke;[10] angleški prevod Donalda Hannaha z naslovom The Revenge of Truth: A Marionette Comedy je bil objavljen v Performing Arts Journal leta 1986[11]
- Seven Gothic Tales (Sedem gotskih zgodb - 1934 v ZDA, 1935 na Danskem)[12]
- Out of Africa (Spomin na Afriko - 1937 na Danskem in v Angliji, 1938 v ZDA)
- Winter's Tales (Zimske zgodbe - 1942)[13]
- The Angelic Avengers (1946)[14]
- Last Tales (1957)[15]
- Anecdotes of Destiny (Anekdote usode - 1958) (vključno Babette's Feast)[16]
- Shadows on the Grass (Sence na travi - 1960 v Angliji in na Danskem, 1961 v ZDA)[17]
- Ehrengard (posthumno 1963, TDA)[18]
- Carnival: Entertainments and Posthumous Tales (posthumno 1977, ZDA)[19]
- Daguerreotypes and Other Essays (posthumno 1979, Anglija in ZDA)[20][21]
- On Modern Marriage and Other Observations (posthumno 1986, ZDA)[22]
- Letters from Africa, 1914–1931 (posthumno 1981, ZDA)[23]
- Karen Blixen in Danmark: Breve 1931–1962 (posthumno 1996, Danska)
- Karen Blixen i Afrika. En brevsamling, 1914–31 i IV bind (posthumno 2013, Danska)[24]